# Contea di Gushi
Gushi (固始县) è una contea della Provincia di Henan, in Cina.